# Avon Championships of Chicago 1980
L'Avon Championships of Chicago 1980 è stato un torneo di tennis giocato sul sintetico indoor. È stata la 9ª edizione del torneo, che fa parte del WTA Tour 1980. Si è giocato all'Amphitheatre di Chicago, Illinois negli USA dal 21 al 27 gennaio 1980.

## Campionesse

### Singolare
Martina Navrátilová ha battuto in finale  Chris Evert-Lloyd con il punteggio di 6–4, 6–4

### Doppio
Billie Jean King /  Martina Navrátilová hanno battuto in finale  Sylvia Hanika /  Kathy Jordan con il punteggio di 6–3, 6–4